# Paramachaerium schunkei
Paramachaerium schunkei es una especie de planta leguminosa(familia Fabaceae).
Es endémica de Perú. Se encuentra en las tierras bajas de la selva de la Amazonía.